# Pierre-Yves Corthals
Pierre-Yves Corthals (ur. 23 października 1975 roku w Liège) – belgijsko-włoski kierowca wyścigowy.

## Kariera
Corthals rozpoczął karierę w międzynarodowych wyścigach samochodowych w 1996 roku od startów w Renault Spider Europe, gdzie raz stanął na podium. Z dorobkiem 31 punktów uplasował się tam na czternastej pozycji w klasyfikacji generalnej. W późniejszych latach Belg pojawiał się także w stawce Belgian Procar, French Super Production Championship, Renault Clio International Cup, European Touring Car Championship, FIA GT Championship, ID&T Clio Renault Sport Cup, Renault Clio Cup Belgium, Formula X European Endurance Series, Mini Cooper Challenge Belgium, World Touring Car Championship, Belgian Touring Car Series oraz Dunlop Sportmaxx Clio Cup.
W World Touring Car Championship Belgstartował w latach 2006-2008, 2010. Jedynie w sezonie 2007 zdobywał punkty. Z dorobkiem trzech punktów uplasował się wtedy na dziewiętnastej pozycji w końcowej klasyfikacji kierowców.